# U-869
U-869 — немецкая подводная лодка типа IXC/40. Заказ на постройку лодки был отдан 25 августа 1941 года. Лодка была заложена 5 апреля 1943 года на верфи судостроительной компании АГ Везер, Бремен, под строительным номером 1077, спущена на воду 5 октября 1943 года, 26 января 1944 года под командованием капитан-лейтенанта Гельмута Нёрбурга (Hellmut Neuerburg) вошла в состав учебной 4-й флотилии.
1 декабря 1944 года вошла в состав 33-й флотилии.

## История службы
Погибла в первом боевом походе, успехов не достигла.
U-869 вышла в поход из порта Кристиансанн в Норвегии 8 декабря 1944 года. Три недели спустя, 29 декабря, штаб командующего подводным флотом Германии (далее BdU, сокращение от «Befehlshaber der U-Boote») назначил ей район патрулирования у восточного побережья США близ порта Нью-Йорк, о чём союзникам стало известно благодаря службе радиоперехвата и дешифровки «Ultra». По неизвестной причине радиосвязь между подлодкой и BdU оказалась нарушена, и штаб не получил с подлодки подтверждения о приёме приказа. Лишь 6 января 1945 года BdU получил от U-869 рапорт о местонахождении из которого следовало, что она находится далеко к северо-востоку от ожидаемого положения. Из опасения, что U-869 имеет недостаточно горючего, 8 января BdU передал ей новый приказ: теперь U-869 предписывалось патрулировать район к западу от Гибралтара. С этого момента BdU считал, что U-869 прибудет в район Гибралтара к 1 февраля и станет действовать там. Эта информация также попала в распоряжение союзников из данных радиоперехвата.
Не имея известий от U-869, BdU счёл её пропавшей без вести в районе Гибралтара приблизительно 20 февраля 1945 года. В послевоенное время эти сведения были сопоставлены с совместной атакой американского эскортного миноносца USS Fowler (DE-222) и французского охотника за подводными лодками L'Indiscret на неустановленную подводную лодку в этом районе 28 февраля. Таким образом, потопление U-869 долгое время приписывалось этим двум кораблям.
На самом же деле, по-видимому не получив приказа об изменении района патрулирования, U-869 продолжила движение к району порта Нью-Йорк, где и погибла в точке с координатами 39°33′ с. ш. 73°02′ з. д. со всеми находившимися на борту членами экипажа (56 из 57 человек). Единственный выживший член экипажа, Herbert Guschewski, не вышел в поход из-за болезни.

## Обнаружение и идентификация останков
В 1991 году близ побережья Нью-Джерси, США, рыбак потерял свою сеть — она зацепилась за что-то на дне. Этим заинтересовалась группа дайверов-любителей. 2 сентября они обнаружили на дне обломки кораблекрушения и увидели торпеду в открытом люке. При следующем погружении им удалось установить, что это останки немецкой подводной лодки времён Второй мировой войны.
Точная идентификация останков оказалась сильно затруднена разрушениями, а также значительной глубиной (свыше 70 метров) и потребовала более пяти лет. Трое дайверов погибли при погружениях. Первые найденные материальные свидетельства (пластина со сведениями о типе и месте постройки подводной лодки, столовый нож с фамилией одного из членов экипажа на рукоятке) противоречили официальным данным о гибели U-869 в районе Гибралтара и были сочтены ненадёжными. Наконец, весной 1997 года было найдено решающее доказательство: табличка с номером U-869 на коробке с запчастями в отсеке электродвигателей.

## Причина гибели
Существует две версии о причине гибели U-869:
1. Нашедшие останки подлодки дайверы обнаружили сильные повреждения корпуса в районе центрального поста управления от мощного взрыва. Они сочли, что U-869 была поражена собственной торпедой, описавшей круг из-за неисправности[3]. Американский историк Клэй Блэйр[англ.] упоминает эту версию с комментарием: «Такие случаи в годы войны бывали не столь редки»[5].
2. Береговая охрана США отвергает гипотезу о поражении U-869 собственной торпедой и приписывает её потопление эскортным миноносцам Howard D. Crow (DE-252) и Koiner (DE-331) в результате атаки бомбомётом «Хеджхог» и глубинными бомбами 11 февраля 1945 года. Эта версия на данный момент является официальной[6].